# 야신 사이드 누만
야신 사이드 누만(아랍어: ياسين سعيد نعمان)은 예멘의 정치인으로 1947년에 라흐지(Lahj)에서 태어났다. 그는 1986년부터 예멘이 1990년에 통일할 때까지 남예멘의 총리를 맡았다. 그리고 2005년부터 그는 예멘 사회당의 당수를 맡고 있다.